# (163693) Atira
(163693) Atira és un asteroide de tipus Atira, és a dir, la seva òrbita està totalment continguda en la de la Terra, el primer descobert d'aquesta classe. El seu nom fa referència a Atira, la deessa de la Terra dels pawnee i estel de la tarda.
Va ser descobert l'11 de febrer de 2003 pel programa LINEAR en Socorro, Nou Mèxic als (Estats Units d'Amèrica).